# Invariant de classe
En programmation informatique, un invariant de classe est un invariant utilisé pour contraindre des objets d'une classe.
Pour chaque instanciation, l'invariant est préservé avant et après l'appel des méthodes de la classe.